# Sri Mulya (Peunaron)
Sri Mulya is een bestuurslaag in het regentschap Aceh Timur van de provincie Atjeh, Indonesië. Sri Mulya telt 442 inwoners (volkstelling 2010).